# 瓦伊魯魯尼山
13°39′01″S 71°04′01″W / 13.65028°S 71.06694°W
瓦伊魯魯尼山（Huayruruni），是秘魯的山峰，位於該國東南部庫斯科大區，由基斯皮坎奇省的馬爾卡帕塔區負責管轄，屬於韋爾卡努塔山脈的一部分，海拔高度約4,900米。